# 2010년 동계 올림픽 포르투갈 선수단
2010년 동계 올림픽 포르투갈 선수단은 캐나다 밴쿠버에서 개최된 2010년 동계 올림픽에 참가한 올림픽 포르투갈 선수단이다.

## 크로스 컨트리 스키
| 선수      | 종목           | 결과    | 결과     | 결과 |
| 선수      | 종목           | 시간    | 차이     | 순위 |
| --------- | -------------- | ------- | -------- | ---- |
| 다니 실바 | 남자 15km 프리 | 49:31.4 | +15:55.1 | 95   |